# Vzajemnost
Vzajemnost kot družbena norma je pričakovanje, da se ljudje odzovejo drugim ljudem na podobne načine - odzivanje na darila in prijaznost drugih s podobno dobrohotnostjo in odzivanje na škodljiva dejanja drugih, bodisi z brezbrižnostjo ali kako drugo obliko povračilnega ukrepa. Takšne norme so lahko krute in mehanične, kot dobesedno razumevanje zakona "oko za oko", lahko pa so kompleksne in sofisticirane, kot subtilno razumevanje, da so lahko anonimne donacije različnim svetovnim organizacijam oblika vzajemnosti za prejem zelo osebnih koristi, podobno kot starševska ljubezen.
Norma vzajemnosti močno niha v svoji podrobnosti od situacije do situacije ter od družbe do družbe. Antropologi in sociologi so pogosto trdili, da so nekatere različice norme socialno neizogibne. Rezultati vzajemnosti so tako vidni v teoriji socialne izmenjave, evolucijske psihologije, socialne psihologije, kulturne antropologije ter v teoriji o racionalnem izbiranju.

## Vzorci vzajemnosti

### Vzajemnost en drugemu
Nekateri medsebojni odnosi so neposredni dogovori med posamezniki ali med institucijami, ali med vladami. Nekateri od teh so enkratni, medtem ko se drugi kažejo v dolgoročnih odnosih. Družine imajo pogosto pričakovanja, da bodo otroci v zameno za nego, ki so jo prejemali kot dojenčki, skrbeli za svoje ostarele starše. Podjetja imajo lahko med seboj dolgoročne pogodbene obveznosti, vlade pa med seboj sklepajo dogovore, pogodbe itd.
Obstajajo tudi posredni en drugemu odnosi. Na primer včasih so dolge verige izmenjav, v katerih da A člen korist B členu, kateri podobno korist posreduje C členu in tako dalje. V tej verigi vsak člen pričakuje, da se bo podana usluga prej ko slej vrnila. Klasični primer je kula izmenjava v Trobriandskem otočju.

### Vzajemnost en mnogim in mnogi enemu
Vzajemnost en mnogim in mnogi enemu je pogosto nekaj med dogovori o vzajemnosti ter splošno vzajemnostjo. Neformalna združenja, v katerih dogovori krožijo med člani, so primeri vzajemnosti en drugim. Zabave, kjer praznujejo posamezniki (rojstni dnevi in podobno) so pa primer vzajemnosti mnogi enemu. Prav tako so tak primer tudi srečanja ob postavitivi skednja v nekaterih družbah v Severni Ameriki. Vsi ti običaji so podobni neposredni vzajemnosti, odkar so prejemniki definirani v vsakem primeru posebej in darovalci vedo, kaj pričakovati v zameno. Vendar pa zaradi različnih sprememb v takih skupinah, potreb po novih srečanjih ali porokah ali skednjih, se ti primeri močno razlikujejo od točno določene en drugemu vzajemnosti.

### Splošna vzajemnost
Splošna vzajemnost je manj določena. Tukaj donatorji delujejo v sklopu velike mreže socialne transakcije. Večinoma se med seboj ne poznajo in načeloma ne pričakujejo kakršnih koli povračil v zameno. Temu lahko rečemo tudi vrsta socialnega zavarovanja, ki ga zagotavlja širjenje mreže. Prejemniki mogoče ne poznajo donatorjev in mogoče niso sposobni vrniti usluge tej mreži, lahko pa se počutijo dolžne vrniti uslugo v podobni obliki. Banke krvi, dobrodelne organizacije, ki delijo hrano in oblačila so način vračanja. Pravzaprav se vsaka stabilna socialna struktura, v kateri obstaja delitev dela, vključuje v sistem menjav posplošene oblike vzajemnosti, da ohranja socialne norme.
Vsi ti vzorci vzajemnosti so bili, skupaj s sorodnimi idejami, kot je hvaležnost, osrednjega pomena socialni in politični filozofiji od Platona naprej. Te filozofske razprave se zanimajo za smeri, v katerih bi lahko vzorci in norme vzajemnosti imeli vlogo v teorijah pravice, stabilnih in produktivnih socialnih sistemih, zdravih medosebnih odnosih in idealih za socialno življenje ljudi nasploh.

## Vzajemnost in pravica
Splošno uveljavljen izraz pravica kaže tesno povezanost s pojmom vzajemnost. Pravica vključuje idejo pravičnosti in to v zameno vključuje podobno obravnavanje podobnih primerov, dajanje ljudem, kar si zaslužijo in pravično dodeljevanje vseh drugih ugodnosti in bremen. Te stvari vključujejo načelno, nepristransko ravnanje, ki prepoveduje favoriziranje in lahko zahteva žrtve. Vse to je zagotovo tesno povezano z elementi vzajemnosti (primer ustreznost, skladnost), toda poziva, k razlagi točnih povezav.

### Nagrada in kazen
Razprave o zaslugi, zapuščanju, krivdi in kaznovanju neizogibno vključujejo vprašanja o ustreznosti in skladnosti naših odgovorov drugim. Povračilne teorije kaznovanja postavljajo vrednote vzajemnosti v samo središče. Ideja je kaznovati primernemu zločinu. To se razlikuje od uporabnih teorij kaznovanja, ki lahko uporabi ustreznost in skladnost kot omejitve, vendar je njihova najvišja zaveza s kaznovanjem služiti socialnim ciljem, kot so splošna svarila, varnost javnosti in rehabilitacija prestopnikov. 

### Pravica in vojna
V teoriji pravičnega boja sta pojma ustreznost in skladnost osrednjega pomena, vsaj kot omejitev za upravičenost vojne in upravičenost za uporabljene metode pri odpravljanju omejitev. Ko vojna predstavlja neskladen odgovor na grožnjo ali žalitev, se postavi vprašanje pravičnosti. Ko so v vojni vključena orožja, ki ne razlikujejo bojevalcev od civilistov, se postavi vprašanje pravičnosti. Veliko uporov je povzročenih zaradi neupoštevanja zlatega pravila. Vodja, ki ima pravico do svobode govora, pravico trgovanja in potovanja, medtem pa svojemu narodu ne dovoljuje istega, krši to pravilo.

### Zakonitost socialnih, političnih in pravnih obveznosti
Zelo globoka in obstojna linija filozofskih razprav raziskuje smeri, v katerih lahko vzajemnost rešuje spore med pravico in osebnimi interesi ter lahko upravičujejo uvedbo (ali omejitev) socialnih, političnih in pravnih obveznosti, katere zahtevajo, da posamezniki žrtvujejo svoje interese.
S tega vidika filozofskih razprav o vzajemnosti se poskuša združiti dve smeri z enakim vprašanjem: Kaj je temeljna upravičenost obstajanja socialnih in političnih institucij - institucij, ki nalagajo in vsiljujejo dolžnosti svojim članom?

## Dobrobit posameznikov
Očitno je, da morajo ljudje ostati vsaj toliko izven posameznikovih poti, da lahko vsak posameznik sledi svojim interesom kolikor se da, brez vmešavanja drugih. To takoj upravičuje pravila, ki so obojestransko koristna, toda postavlja se vprašanje po potrebi umikanja ljudi, kadarkoli se pokaže, da so z upoštevanjem pravil prikrajšani za kaj, ali pa lahko z neupoštevanjem odidejo nekaznovani. Torej problem nastane, če, ali kdaj bi bila obojestranska korist upoštevati pravila pravice, tudi ko je tako dejanje neprimerno ali drago.
Teoretiki socialnega dialoga se, ko se soočajo s tem, pogosto sklicujejo na vrednost vzajemnostnih odnosov. Občasno vsa živa bitja potrebujejo pomoč od drugih, ko učinkovito sledijo osebnim interesom. Torej, če lahko uredimo sistem vzajemnosti, v katerem so vse dobrine, ki smo jih dolžni prispevati, večinoma v celoti povrnjene, ta sistem lahko upraviči delovanje po zakonih. Tudi v primerih, kjer izgleda, da ostanemo nekaznovani, če ne ukrepamo v skladu s sistemom.

## Dobrobit družbe
Po drugi strani pa je odgovor na vprašanje: zakaj se ljudje združujemo v skupine, glasi: z namenom doseganja stopnje potrebnega sodelovanja za izboljšanje družbe, na primer z izboljšanjem javnega zdravja, visoko stopnjo izobraženosti, bogastva ali posameznikove blaginje. To je prav tako razlog za pravne pravice, toda spet se postavlja težava. Zopet so zahtevana žrtvovanja posameznikov, da žrtvujejo svojo blaginjo za dobro ostalih. To se še posebej kaže, ko nekateri posamezniki ne bi delili posebnih ciljev za izboljšanje družbe.
Tudi tukaj se lahko sklicujemo na vzajemnostne odnose, tokrat da bi omejili legitimnost odrekanja, ki bi ga družba zahtevala. Vendar pa je sprijeno zahtevati odrekanja za dosego ciljev, če se izkaže, da so odrekanja nepotrebna ali zaman, ker cilji niso dosegljivi.
Nekaterim filozofom je teorija pravice, ki sloni na vzajemnosti poštenja, kompromisna rešitev med temeljito skrbjo o posameznikovi dobrobiti in temeljito dobrobitjo družbe.